# Pel·lícula interactiva
Una pel·lícula interactiva és un sub-gènere de videojoc d'aventura gràfica que compta amb una presentació molt cinematogràfica i amb la característica principal de que és l'espectador qui té el control de la història decidint les decisions i/o accions que prendran els personatges i, provocant, diferents finals de la història segons les opcions que l'espectador hagi escollit.

## Disseny
La pel·lícula interactiva va ser originada dels Laserdiscs. A diferència d'altres jocs, aquest tipus de videojoc es caracteritza per una jugabilitat reduïda, permetent al jugador controlar solament certs controls bàsics en cada escena. En general, s'usaven animacions o es filmaven amb actors reals (com si fos un vídeo), i els jugadors activaven les reaccions del personatge. Les escenes alternes van ser filmades per activar com a accions errades (o alternes) del jugador (exemple en les accions errades: els Game Over).
Exemples d'aquests són alguns jocs com Life Is Strange, Until Dawn, Fahrenheit, Heavy Rain, Beyond: Two Souls o Detroit: Become Human, entre d'altres.

## Història
El primer videojoc de Laserdiscs va ser Astron Belt de Sega, un dels primers en tercera persona de combat espacial amb acció en viu de moviment complet video (en gran part presa d'una pel·lícula de ciència-ficció japonesa) en la qual els vaixells del jugador/enemic i el foc làser estava superposat. Desenvolupat al 1982, es va donar a conèixer per primera vegada en el xou 1982 AMOA a Chicago i publicat a l'any següent. No obstant això, el joc que va popularitzar el gènere als Estats Units va ser Dragon's Lair, animat per Don Bluth i publicat per Cinematronics poc després. Al mateix temps, la batalla del jocs de Laserdisc Bega's Battle i Cliff Hanger també van ser alliberats, així com X-Files The Videogame.

## Recepció
Tot i que les pel·lícules interactives tenen una qualitat fílmica que els vídeojocs sprite actuals no podin duplicar en el seu moment, han estat un mercat tancat: la quantitat limitada d'interactivitat directa va atraure poc a molts jugadors, fent que no estiguessin interesaste en aquest tipus de contingut.
La popularidad dels jocs FMV va disminuir durant el 1995, ja que els gráfics 3D guanyaven cada vegada més atenció. La resposta negativa als jocs basats en FMV va ser tan comuna que fins i tot es va ser un factor clau i comú en el màrqueting de jocs; en un anunci imprès de la pel·lícula interactiva Psychic Detective es deia: "Sí, sabem que els videojocs full-video són cosa del passat".
El cost també era un problema, ja que el vídeo d'acció en directe amb una qualitat de producció òptima és una técnica amb un alt cost de filmació, mentre que el vídeo gravat amb un pressupost baix danya la imatge general del joc. Produir Ground Zero: Texas Sega costava al voltant de 3 milions de dòlars, aproximadament el mateix que costaria una pel·lícula de baix pressupost el 1994.
Tot i que no és un tema tan crucial com la interactivitat limitada, un altre problema que va ser crític va ser la qualitat del vídeo en si mateixa. Tot i que el vídeo sovint era relativament fluid i atractivamente visual, en realitat no mostrava moviment complet, ja que no era de 24 fotogrames per segon o superior. A més, el maquinari on es mostrava, especialment en el cas de Sega CD, tenia una paleta de colors limitada (de la qual es podien visualitzar un màxim de 64 colors simultàniament), cosa que donaba com a resultat una qualitat d'imatge notablement inferior a causa del requisit de tramat. El dissenyador de jocs Chris Crawford menysprea el concepte de pel·lícules interactives, excepte aquelles dirigides a nens en edat primària. En el seu llibre Chris Crawford on Game Design escriu que, ja que el jugador ha de processar allò que se sap i explorar les opcions, triar un camí en un punt concret és tan exigent com prendre una decisió en un joc convencional, però amb molta menys recompensa, ja que el resultat només pot ser un d'entre un petit nombre d'opcions.
Els defensors del gènere han argumentat que, si es permet al jugador interactuar amb persones reals en lloc de personatges animats, el vídeo interactiu en moviment complet pot produir reaccions emocionals i viscerals que no són possibles ni amb les pel·lícules ni amb els videojocs tradicionals.

## Pel·lícules interactives a l'era d'Internet
Amb l'arribada de les anotacions a YouTube el 2008, el Txad, Matt i Rob van crear una sèrie de cinc aventures interactives que feien servir anotacions per explicar històries interactives, cosa que permetia a l'usuari dirigir la narrativa. La sèrie incloïa Màquina del temps, Assassinat, Festa de Aniversaris, Teleportadoe i Cerca del Tresor. Les anotacions es van eliminar de YouTube el 2019, cosa que va fer impossible interactuar amb molts d'aquests vídeos.
El 2016, Netflix va començar a experimentar amb obres interactives dirigides a nens, inclosa una versió animada de El gat amb botes i una adaptació de Telltale de Minecraft: Story Mode. La primera gran pel·lícula interactiva d'acció real de Netflix va ser Black Mirror: Bandersnatch, una pel·lícula de la sèrie d'antologia Black Mirror estrenada al desembre del 2018.